# Protestas en Omán en 2011

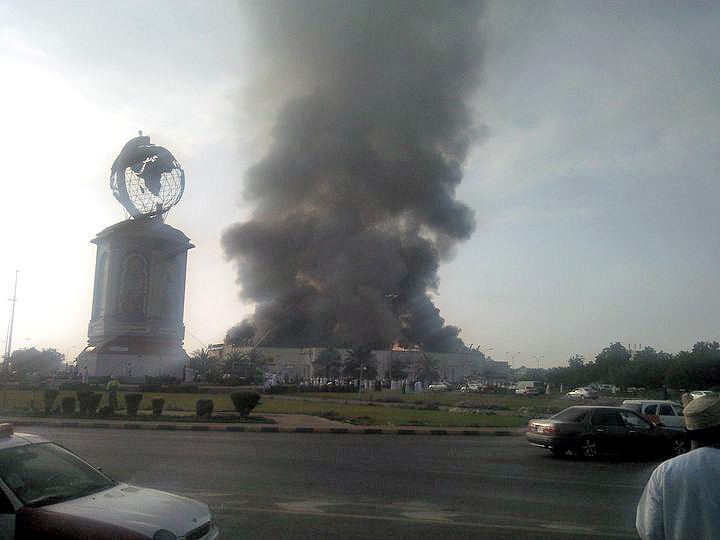
Los manifestantes incendiaron el hipermercado Lulu de Sohar el 28 de febrero de 2011.

Las Protestas en Omán de 2011 fueron una serie manifestaciones públicas y protestas que se llevaron a cabo ciudadanos de esta nación árabe localizada al suroeste de Asia. y que formaron parte de las protestas denominadas Primavera Árabe.
Las protestas se han centrado en la ciudad industrial, pesquera y portuaria de Sohar, alrededor de la Plaza o Rotonda de la Tierra en el centro de dicha ciudad.

## Causas
Los manifestantes de Omán no desean desafiar o acabar con el régimen de monarquía absoluta del popular gobernante Qabus ibn Sa'id Al Sa'id, Sultán de Omán, quien ocupa el poder desde que derrocó el 18 de noviembre de 1970 a su padre, el sultán Sa'id ibn Taimur con ayuda de los británicos, pero desean cambios sociales y políticos significativos en su país como:
- Aumentos de salarios.
- Bajar el alto costo de la vida del país.
- La Creación de más y mejores empleos para la gente joven.
- La lucha contra la corrupción.
- Juzgar y encarcelar a figuras del gobierno sospechosas de corrupción.
- Destitución de figuras gubernamentales polémicas.
- Reformas políticas, democráticas y de participación ciudadana.
- Afianzamiento de derechos civiles y políticos.

## Cronología

### Protestas en Mascat (capital)
- 17 de enero

Alrededor de 200 ciudadanos omaníes salieron a las calles de Mascat para protestar contra la corrupción, los altos precios de los alimentos y un aumentos en los salarios. La noticia sorprendió a los corresponsales de prensa porque Omán es una nación pacifica y tranquila. Protestas en Omán 
- 18 de febrero

Marcha inspirada en las protestas de sus vecinos árabes. Cientos de personas salieron a las calles de Mascat, Omán, exigiendo reformas en la economía, la educación y la política. Las fuerzas del orden no intervinieron por petición del Sultán. Los manifestantes también portaban pancartas con lemas de apoyo al sultán
Nota de UPI
- 20 de febrero

El gobierno de Omán decidió aumentar el salario mínimo de los empleados del sector privado y del público, de 364 dólares por mes a 520 dólares por mes, para evitar un contagio de las Revoluciones y protestas en el mundo islámico de 2010-2011 y un aumento al subsidio de las personas desempleadas.
Omán.
- 1 de marzo

En Mascat unos 50 manifestantes celebran una sentada fuera de la Asamblea o Consejo Consultivo de Omán para exigir una reforma política y luchar o poner fin a la corrupción. El grupo más tarde concentró a más de 400 personas.

### Protestas en Salalah
- 25 de febrero

Manifestantes acamparon en los jardines de la Casa del Gobernador de esta Región del país.

### Protestas en Sohar
- 26 de febrero

Cerca de 500 personas se reunieron en torno a un centro comercial en la ciudad industrial de Sohar, a 230 kilómetros de la capital Muscat. Los manifestantes detuvieron el tráfico y los compradores por las instalaciones del centro comercial. Las tiendas en la zona, incluyendo el centro comercial permaneció cerrado el 27 de febrero.

- 27 de febrero

Miles de personas se han manifestado en la ciudad industrial de Sohar para reclamar reformas políticas, aumentos salariales y libertad de información atacaron una comisaría y un área acordonada por la policía real omaní. La represión según un testigo causó la muerte de dos personas.
El gobierno reconoce que hubo un fallecido en estos eventos y 20 heridos.
El Sultán Qabus de Omán, prometió 50.000 puestos de trabajo, un subsidio más alto para los parados, ampliar el poder del Consejo Consultivo, elegido por sufragio universal y la liberación de los detenidos en las protestas para detener las protestas.
- 28 de febrero

Los manifestantes saquearon y quemaron un supermercado y también bloquearon la entrada al puerto en Sohar, donde 160 mil barriles de productos derivados del petróleo se exportan y hubo enfrentamientos con las autoridades.
- 1 de marzo

Las protestas continuaron por cuarto día consecutivo donde El sultán Qabús de Omán desplegó el Ejército en Sohar, Muscat y la frontera con Emiratos Árabes Unidos (EAU) en previsión de nuevos disturbios. Los soldados llegaron a disparar al aire cuando varios centenares de manifestantes intentaban bloquear de nuevo el acceso al puerto de esa ciudad, Hubo un herido.
Los manifestantes omaníes también bloquearon la principal carretera costera que une la capital con Sohar y la refinería.
herido
Nota del el país de España El ejército de Omán  .
Las tropas posteriormente retrocedieron y dejaron cinco vehículos armados en la plaza. En la rotonda o Plaza del Globo ha sido el escenario de las protestas donde han participado 2,000 personas.
En Facebook titulado "02 de marzo levantamiento por la Dignidad y la Libertad"  solicitaron más protestas en todas las partes de Omán, a partir del 2 de marzo, y atrajo a más de 2.300 usuarios. Sin embargo, las protestas nunca se produjeron solo en la rotonda de Globo en Sohar con un grupo más pequeño de 50 manifestantes que bloquearon a la zona. Algunas personas habían organizado grupos de vigilancia comunitaria para prevenir más daño. El ejército también emitió una alerta roja para desalojar la zona de peligro. El Comité Ciudadano de Sohar como se hacían llamar había empezado a dar los números de sus miembros principales a las personas que pueden recurrir en casos de emergencia.

### Protestas en Haima
- 5 de marzo

Haima, una ciudad que se encuentra localizada en el centro del país y es llave del área petrolera del país los trabajadores de esta localidad hicieron una protesta para que hubiera mayor inversión gubernamental en la Región Al Wusta.

## Manifestaciones Pro-Gubernamentales
- 1 de marzo

El primero de marzo se organizaron en Mascat grupos de personas que apoyaron la gestión gubernamental del Sultán, se lanzaron acusaciones que eran organizadas por el mismo gobierno pero en la manifestación había un genuino apoyo al gobernante.
Hubo continuos reportes vía Twitter que los personas a favor del gobierno había organizado caravanas de automóviles en apoyo del Sultán en las avenidas, vías y calles de la Capital y se divulgo una nota donde algunas personas que formaron parte de la protesta se disculparon por la violencia que hubo en estas.

## Actualidad del 2 al 7 de marzo
- Sohar

Los omaníes, que exigen medidas de lucha contra la corrupción y mayor empleo, volvieron a manifestar en esta ciudad industrial y continúan por 9 día consecutivo una sentada pacifica en la Plaza de la Tierra o Plaza del Globo. El grupo lo forman 200 manifestantes pero en horas de la noche aumentan hasta 2,000.
- Mascate

En la capital otros omaníes seguían acampando delante de la sede del Consejo Consultativo en Mascate para pedir que se termine con la corrupción.
- Omán Air

Empleados de la aerolínea nacional de Omán se sumaron a las protestas exigiendo aumento de sueldo y promociones haciendo una sentada al frente de la sede de la compañía aérea. La Dirección General prometió atender sus exigencias.

## Actualidad del 11 al 16 de marzo
- Ciudad de Ibri

Varias personas fueron detenidas en el marco de las manifestaciones antigubernamentales y las protestas continúan tanto en el sector público como en el privado solicitando aumentos salariales como reformas políticas y laborales.
- Empresa nacional de petróleos, otras empresas estatales y en otras ciudades del sultanato

Cientos de trabajadores de la empresa petrolera estatal Petroleum Development Oman (PDO) se manifestaron este martes 15 de marzo de 2011 en la sede de la empresa, en Mascate, exigiendo salarios más altos.
Alrededor de 300 de trabajadores se congregaron ante la compañía e informaron de que también llevaron a cabo paros de varias horas en la explotación petrolífera de Marmul Karn y en la de gas de Karn Al Alam.
Esta protesta se suma a la de otras empresas tanto del gobierno como privadas que se han sumado a las manifestaciones en otras ciudades exigiendo mejores salarios, más puestos de trabajo, un Parlamento electo y una nueva Constitución.
Los trabajadores de la zona industrial de Rusayl, los empleados de los Servicios de Seguridad (SSS), el personal de instalaciones petroleras y de servicios portuarios volvieron a pedir incrementos salariales.

### Cambios de Gabinete y Concesiones del Sultán
En respuesta a las exigencias de los manifestantes, el sultán Qabus destituyó a dos ministros y se anunció la salida de otros miembros del gobierno.El sultán también anunció la creación de 50.000 empleos, ayudas para los desempleados, así como la organización de una comisión encargada de hacer proposiciones para dar más poder a la asamblea.
El sultán Qabus de Omán remodeló el día 7 de marzo parcialmente su gobierno, con el cese de los titulares de tres de las carteras más importantes, para acallar a los manifestantes que exigen que se juzgue a los corruptos y reestructuración del gobierno y supresión de varias secretarias.
El 10 de marzo de 2011, el sultán de Omán presidio una reunión de su nuevo Consejo de Ministros después de la ceremonia de juramentación solícito a los nuevos ministros que trabajaran para mejorar la calidad de vida de los ciudadanos de Omán.
El gobernante de Omán cedió varios de sus poderes legislativos a un consejo que en parte va ser elegido de manera democrática y otra parte va ser escogida por el, ordenó la formación de un comité de expertos para enmendar la ley básica del Estado y además señaló que duplicará los pagos mensuales de asistencia social y aumentará los beneficios de pensión a los ciudadanos del país.

## Actualidad del 29 de marzo a 4 de abril de 2011

### Desmantelamiento de Campamentos de protestas y detenidos el 29 de marzo
El Ejército de Omán llevó a cabo una operación, el 29 de marzo, para desmantelar los campamentos de protesta que se habían instalado en la ciudad de Sohar, epicentro de las reivindicaciones de más democracia en el país, y han procedido a la detención de varias personas, según han relatado testigos al diario 'Gulf News'. Efectivos del Ejército y de las fuerzas especiales han procedido hacia las 3:00 horas a retirar los bloqueos instalados en algunos puntos de la ciudad, incluida la rotonda del Globo, que se había convertido en el símbolo de las protestas en Omán.

La Fiscalía Pública ha emitido un comunicado explicando que se habían recibido denuncias por parte de algunos ciudadanos que se quejaban de disturbios, vandalismo y alteración del orden público. "Los residentes de Sohar se habían quejado de que la vida cotidiana se estaba viendo afectada por las circunstancias", señala el texto, recogido por 'Gulf News'. Por esa razón, la Fiscalía Pública ordenó la actuación de las fuerzas de seguridad. "Pedimos a las autoridades competentes que detuvieran a aquellos que estaban perturbando el orden público y los llevaran ante la justicia", aclara el comunicado.

### Viernes 1 de abril

#### Enfrentamientos
La policía omaní lanzó el viernes gases lacrimógenos y usó cañones de agua para dispersar a centenares de manifestantes que exigían la liberación de las personas detenidas por las fuerzas de seguridad, dijeron varios testigos oculares. Según esos testigos, los enfrentamientos ocurrieron después de las plegarias musulmanas del viernes en Sohar, una ciudad industrial situada al norte de Omán, donde las manifestaciones reformistas comenzaron a fines de febrero contra los rígidos controles políticos del país

#### La policía de Omán mata a un manifestante al norte de Mascate
Según Testigos las fuerzas policiales de Omán mataron a el manifestante Jalifa al Alawi fue alcanzado en la cabeza cuando la policía dispersó un cortejo de decenas de personas que pedían la liberación de prisioneros en el puerto de Sohar, a 200 km al norte de la capital Mascate.

### Sábado 2 de abril
Los líderes en favor de la democracia exhortaron el sábado 2 de abril de 2011 a la población a realizar más manifestaciones en las calles de Omán después de que los enfrentamientos con fuerzas de seguridad dejaran un saldo de al menos un muerto y un conflicto que crece bruscamente en la estratégica nación del Golfo.
Los disturbios del viernes 1 de abril de 2011 en la ciudad industrial de Sohar — donde los movimientos de protesta iniciaron hace más de seis semanas — sugieren que los levantamientos y otras concesiones otorgadas por el gobierno de Omán siguen quedando cortos ante las exigencias de los manifestantes por una mayor libertad política. En señal de preocupación ante el posible aumento de violencia, las fuerzas militares impusieron un toque de queda nocturno en Sohar y apostaron unidades alrededor de las oficinas de gobierno y otros edificios clave. Funcionarios de los servicios médicos informaron que un hombre de 22 años murió el sábado por las lesiones recibidas durante los enfrentamientos y al menos otros cuatro manifestantes resultaron heridos. Está prohibido por las autoridades divulgar el fallecimiento del manifestante y hay un cruce de acusaciones entre manifestantes y fuerzas de seguridad de Omán.

### Domingo 3 de abril

#### ONG denuncia detención de artistas y activistas
La Red Árabe para la Información sobre los Derechos Humanos denunció la detención de tres poetas y de varios activistas y periodistas el pasado martes durante una protesta en demanda de reformas democráticas en Omán.
Esta ONG egipcia explicó en un comunicado que las fuerzas de seguridad omaníes no han revelado el paradero de los tres poetas, identificados como Saleh el Ameri, Ali el Majmari y Ahmed el Shehi, ni del resto de detenidos. Esta organización lamentó que no se haya hecho público el motivo del arresto y aseguró que se desconoce si los activistas tendrán que comparecer ante un tribunal.

#### Liberación de Detenidos e investigaciones
La policía del sultanato de Omán liberó a 57 opositores detenidos en Sohar (norte del país), después de la muerte, el viernes 1 de abril, de un manifestante por un disparo de la policía. La agencia de noticias del estado de Omán también asegura que los responsables de las protestas y de actos "de vandalismo" fueron identificados, sin precisar el número de personas que siguen detenidas.

### Lunes 4 de abril
Los manifestantes que han continuado con las protestas a lo largo del fin de semana en Sohar, ubicada en el norte de Omán, han advertido de que volverán a acampar en las plazas de esta ciudad, de donde fueron desalojados el pasado martes, tras cinco semanas de protestas en demanda de una apertura democrática. "Volveremos. Ahora nos estamos reagrupando y haremos un nuevo intento de recuperar las plazas. Lo más probable es que sea el próximo viernes, después de las oraciones", ha dicho Jalfán al Mharbi, uno de los manifestantes. 
El pasado viernes 1 de abril, unas 400 personas se manifestaron en Sohar para exigir la liberación de los compañeros detenidos en el marco de estas revueltas. No obstante, la marcha derivó en un enfrentamiento con las fuerzas de seguridad, en el que al menos una personas murió, ocho resultaron heridas y entre 50 y 60 fueron arrestadas.

## Viernes 8 de abril de 2011
Fuertes controles de seguridad han impedido este viernes la celebración de protestas en la ciudad de Sohar, en el norte de Omán, donde los manifestantes estuvieron acampados durante un mes hasta el despliegue del Ejército la semana pasada.
La ciudad de Sohar amaneció invadida y fortificada por puestos de control con decenas de vehículos armados que bloquean el acceso a las zonas donde hasta ahora se celebraban concentraciones. Según varios testigos, este viernes se controló el acceso de los residentes a través de una lista y se restringió el acceso a las mezquitas, mientras un helicóptero supervisaba la zona.
Los activistas antigubernamentales de Omán convocaron este viernes a través de correos electrónicos y mensajes de texto una manifestación en protesta por la represión de la semana pasada, en la que murió una persona y ocho personas resultaron heridas. Los testigos informaron de que la semana pasada se detuvo entre 50y 60 personas tras la concentración.

## Primeros comicios tras la revuelta
Con una participación del 76,6% y la elección de una sola mujer para los 84 escaño del Consejo Consultivo (Shura) concluyeron las elecciones celebradas el 15 de octubre en Omán, según los resultados provisionales anunciados. Los comicios son los primeros que se organizan tras las inusitadas protestas de marzo.
La elegida sobre la que se centra toda la atención fue Nima Jamil al Busaidi, que se presentó por una circunscripción de Mascate. Ha sido la única de las 77 mujeres, de entre 1.133 candidatos, que ha logrado la mayoría en su distrito. Omán fue la primera monarquía de la península arábiga en dar el voto a las mujeres en 1994. Aun así, en el Consejo saliente no había ninguna diputada, frente a las dos que había en el anterior.
Otro aspecto novedoso ha sido la participación. Tras la apatía de los anteriores comicios, las revueltas de marzo y la promesa del sultán de dar poderes legislativos y de control a la Cámara han suscitado un renovado interés en el proceso. Así se interpreta el que se haya duplicado la cifra de candidatos, aunque algunas fuentes críticas señalan que muchos son gubernamentales, dando a entender que no ofrecen una verdadera alternativa. Además, las zonas rurales, más conservadoras y leales al sultán, estaban sobrerrepresentadas.
A pesar de ello, 397.000 electores del total de 518.000 registrados participaron en la votación. Los medios locales ya adelantaron que había habido una alta elevada asistencia a las urnas.
Protestas en cruzan el mundo árabe, 

## Reacción Internacional
EE. UU. dijo hoy sentirse "alentado" por los recientes pasos dados por Omán para arreglar su sistema político, y animó al sultán a seguir con las reformas que aumenten las oportunidades económicas y la inclusión ciudadana.
El sultán de Omán canceló una visita a la India como consecuencia de los disturbios en el mundo árabe.
El Consejo de Cooperación del Golfo tiene previsto ofrecer a Omán un plan de ayuda similar al Plan Marshall.
Dinero a Oman y Baherin 
La Reina Beatriz de Holanda a pesar de la inestabilidad política inicio visita privada a Omán y ha sido muy criticada

### Preocupación de RSF
La Organización  Reporteros sin Fronteras (RSF) expresó su preocupación por los arrestos de tres periodistas de la cadena de televisión Al Yazira y del reportero omaní Ahmed Al-Shizawi, mientras cubría una concentración de activistas y defensores de los derechos humanos en la ciudad de Sohar.